# Tormenta tropical Earl (2004)
La tormenta tropical Earl fue la quinta tormenta tropical de la temporada de huracanes del Atlántico de 2004. Fue un huracán de corta vida que de mediados de agosto de 2004 que se formó en las Islas de Barlovento y permaneció débil durante su existencia. Cruzó por las Antillas Menores el 14 de agosto mientras era una modesta tormenta tropical, dando como resultado daños menores en varias islas del mar Caribe incluyendo Granada. Su intensidad máxima fue de 85 km/h con una presión mínima de 1009 milibares. Los daños económicos totales se desconocen y no produjo ninguna pérdida humana, generalmente se le recuerda por sus pronósticos anticipados que curiosamente no se cumplieron.

## Historia meteorológica

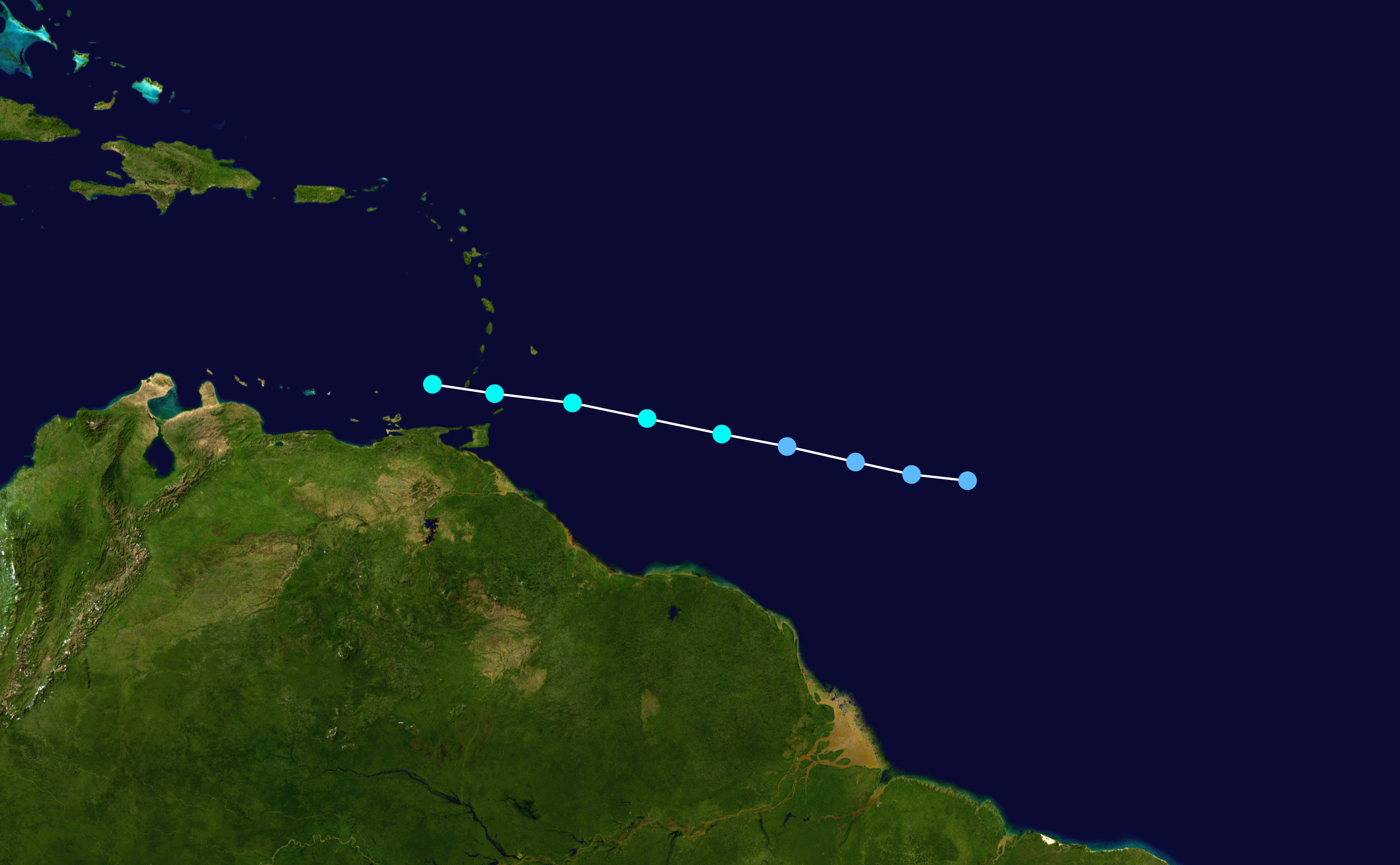
Trayectoria de la tormenta tropical Earl, perteneciente a la temporada de huracanes del Atlántico de 2004, siguiendo los colores de la escala de huracanes de Saffir-Simpson.